# 顾展宏
顾展宏（1932年6月—），安徽五河人，中华人民共和国军事人物，少将军衔。曾任中国人民解放军第185团团长、第21军作训处处长、第63师参谋长、中国人民志愿军驻开城联络处处长、中国人民解放军国际关系学院首任院长。